# Claudia Gobbato
Claudia Gobbato, née le 19 janvier 1987 à Vizzolo Predabissi (Italie), est une femme politique italienne.

## Biographie
Claudia Gobbato naît le 19 janvier 1987 à Vizzolo Predabissi.
Elle est élue députée lors des élections générales de 2018.